# Prințesa Birgitta a Suediei
Prințesa Birgitta a Suediei (Birgitta Ingeborg Alice; n. 19 ianuarie 1937, Palatul Haga⁠(d), Comitatul Stockholm, Suedia – d. 4 decembrie 2024, Mallorca, Insulele Baleare⁠(d), Spania) a fost sora regelui Carl al XVI-lea Gustaf al Suediei. S-a născut la Palatul Haga din Stockholm.

## Biografie

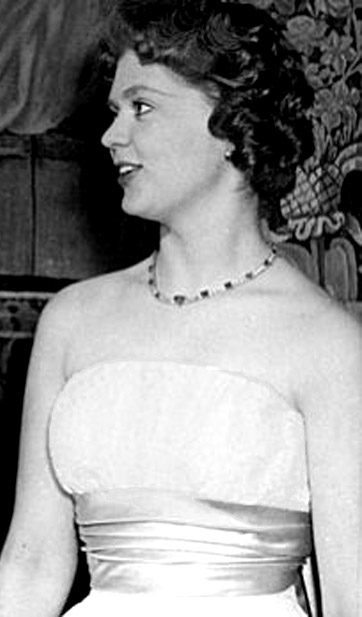
Prințesa Birgitta în 1958

Este al doilea copil al Prințului Gustav Adolf, Duce de Västerbotten și a Prințesei Sibylla de Saxa-Coburg-Gotha și nepoata regelui Gustaf al VI-lea Adolf al Suediei.
La o vizită în 1959 la rude și prieteni în Germania, prințesa și-a întâlnit viitorul soț. La 15 decembrie 1960 a fost anunțată logodna ei cu Johann Georg Carl Leopold Eitel-Friedrich Meinrad Maria Hubertus Michael, Prinț de Hohenzollern. Ceremonia civilă a avut loc la palatul regal din Stockholm la 25 mai 1961 iar cea religioasă la palatul din Sigmaringen la 30 mai/31 iulie 1961. Birgitta s-a convertit la catolicism când s-a măritat cu prințul de Hohenzollern și, din acest motiv, copiii ei nu sunt eligibili pentru succesiunea la tronul Suediei.
Prințul Johann Georg și Prințesa Birgitta s-au separat în 1990, deși legal ei au rămas căsătoriți. Ea locuit în insula Mallorca din Spania în timp ce soțul ei, cunoscut drept "Hansi", expert în artă, a locuit la München, fiind director al unui muzeu local, până la moartea sa survenită în anul 2016.